# Galizia (Spagna)
La Galizia (in galiziano Galicia  o Galiza ; in spagnolo Galicia) è una comunità autonoma nel nord-ovest della Spagna. Confina a nord-est col golfo di Biscaglia, a ovest con l'oceano Atlantico, a est con la Castiglia e León e le Asturie e a sud col Portogallo. La Galizia è composta da quattro province: A Coruña, Pontevedra, Ourense e Lugo. Gli abitanti della Galizia sono chiamati galleghi (o galiziani; in gallego galegos, in spagnolo gallegos).

## Toponomastica
Il nome deriva dal latino Gallaecia: l'attuale comunità infatti occupa gran parte dell'antica provincia romana, la Galizia appunto. Il nome originario in latino deriva a sua volta da quello delle antiche tribù celtiche
che erano insediate nell'area a nord del fiume Duero, che i Romani chiamavano Gallaeci o Callaeci (nient'altro che un diminutivo di "Galli"), mentre tra i greci erano conosciuti come καλλαικοι, Kallaikoi (le tribù erano state menzionate da alcuni autori, fra tutti Erodoto).

## Araldica civica
Lo stemma della Galizia, attestato fin dal XIII secolo, rappresenta su un campo azzurro, un calice d'oro con un'ostia d'argento, accompagnati da sette croci d'argento. Il calice è associato alla Galizia a causa della similarità tra il toponimo della regione in antico normanno (Galyce) e il nome "calice", ed è pertanto un esempio di arma parlante. Le sette croci rappresentano invece le sette antiche province della Galizia.
La bandiera è costituita da un drappo bianco con banda azzurra, e contiene lo stemma nella versione istituzionale ma non in quella civile. La bandiera era in origine una croce di Sant'Andrea, ma fu modificata per differenziarla dalla bandiera della Marina militare russa.

## Geografia fisica

### Territorio e punti estremi
Con un'area di 29.575 km², circa il 5,8% del territorio spagnolo, la Galizia è la settima comunità autonoma per dimensione. La sua posizione estrema, che raggiunge le longitudini più occidentali del territorio continentale spagnolo, ed isolata a ridosso del Portogallo, la rende molto interessante geograficamente.

### Costa

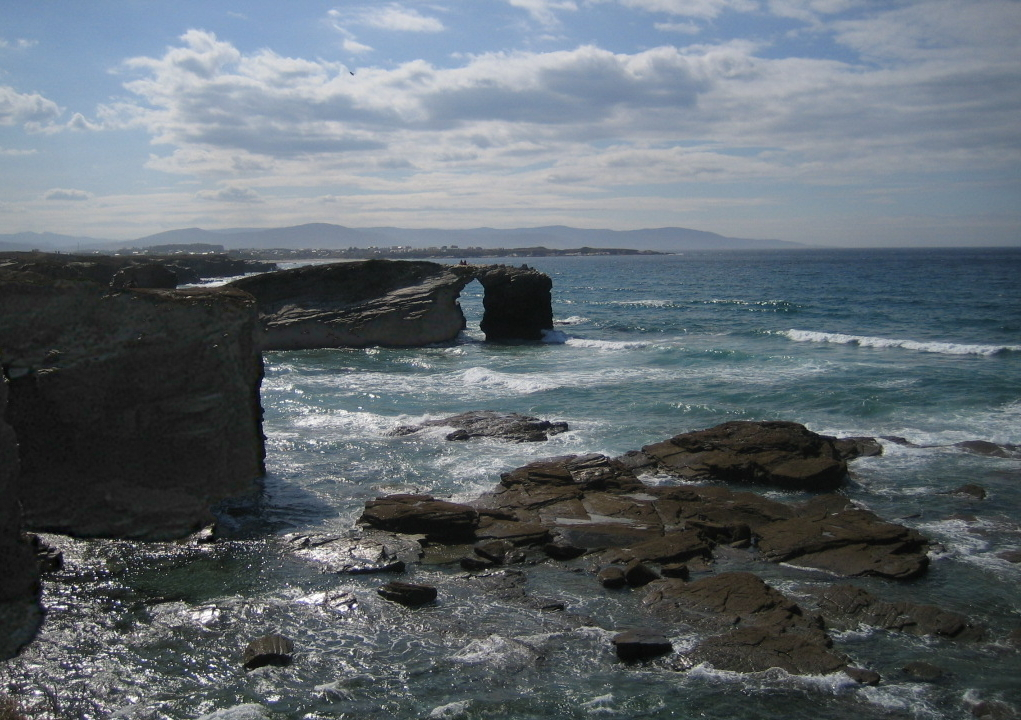
La suggestiva Praia das Catedrais nei pressi di Ribadeo

La costa galiziana è lunga più di 1.500 km e si estende sia sul Mar Cantabrico che sull'Oceano Atlantico orientale, allungandosi dal confine con le Asturie verso ovest per poi girare all'improvviso verso sud.
È caratterizzata da paesaggi molto diversi tra loro spesso veramente suggestivi, che comprendono vaste spiagge, piccole insenature, isolotti o scogliere impervie. Soprattutto i tipi di litorale si alternano costantemente, basti pensare al tratto nei pressi di Corrubedo nelle Rías Baixas formato da numerose dune sabbiose e poi a quello della Rasa Cantábrica nella Mariña de Lugo, decisamente più elevata ed impervia. 
I due luoghi richiamano molti visitatori per le loro caratteristiche fisiche e ambientali: non a caso ospitano il Parque Dunar de Corrubedo e la Praia de Augas Santas (meglio conosciuta come Praia das Catedrais).
La maggioranza della popolazione vive a ridosso delle rías (insenature) atlantiche, nei maggiori nuclei urbani e sulle aree di influenza di questi. Le rías sono di primaria importanza per l'attività peschiera, rendendo la costa galiziana una delle più importanti zone di pesca del mondo. Nondimeno attira numerosi turisti per le sue bellezze naturali di vario tipo, con numerosi panorami, spiagge e luoghi incontaminati.

#### Le rías

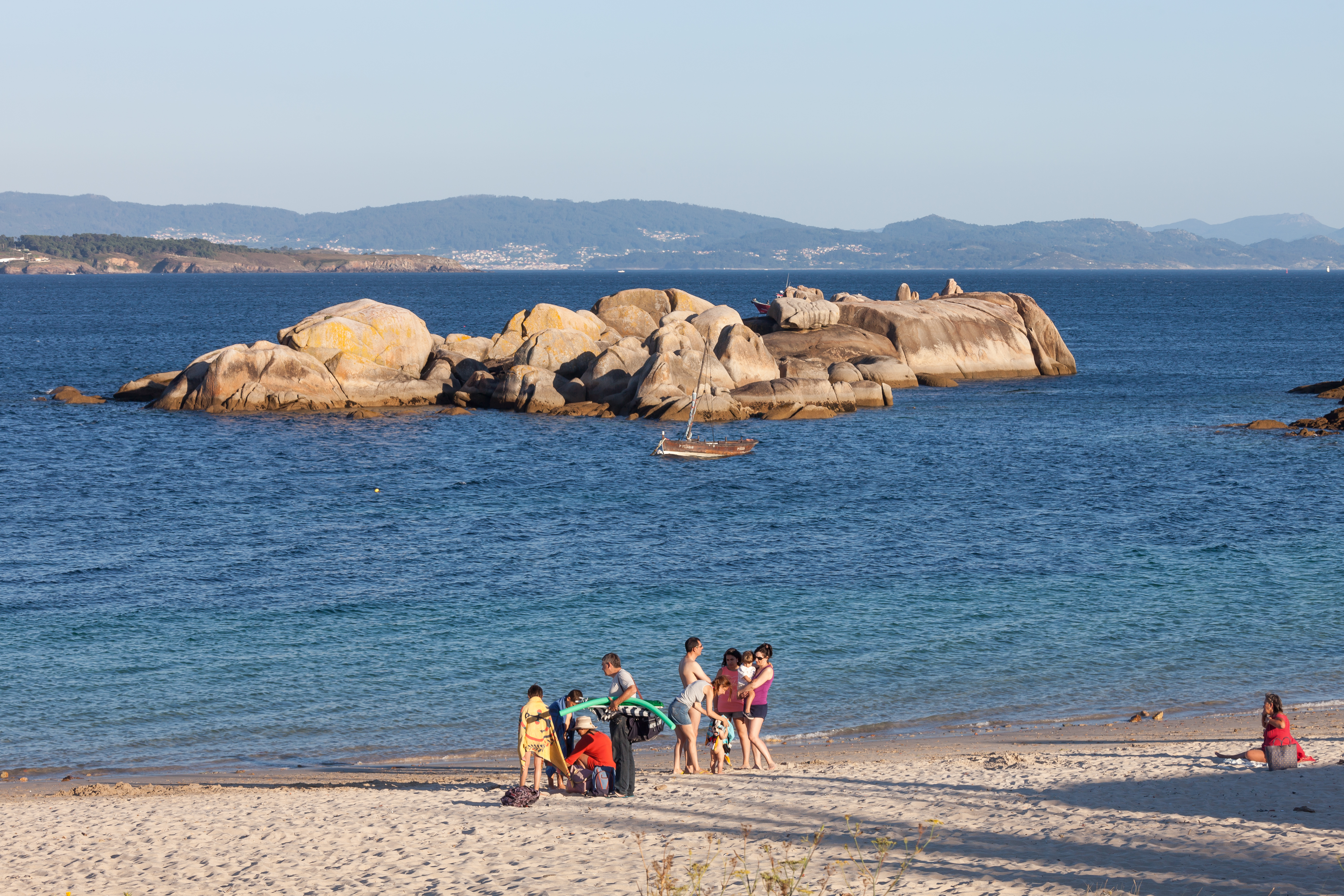
Ria di Pontevedra

Una delle principali peculiarità geografiche della Galizia è la presenza delle rías, strette e lunghe insenature che si addentrano nella costa grazie all'opera di allagamento del mare all'interno di valli fluviali con l'abbassamento del livello terrestre (ed il relativo innalzamento del livello del mare). Le rías sono tradizionalmente divise in Rías Altas e Rías Baixas, a seconda della loro posizione rispetto a Finisterre, considerato il punto più occidentale di Galizia.

#### Promontori

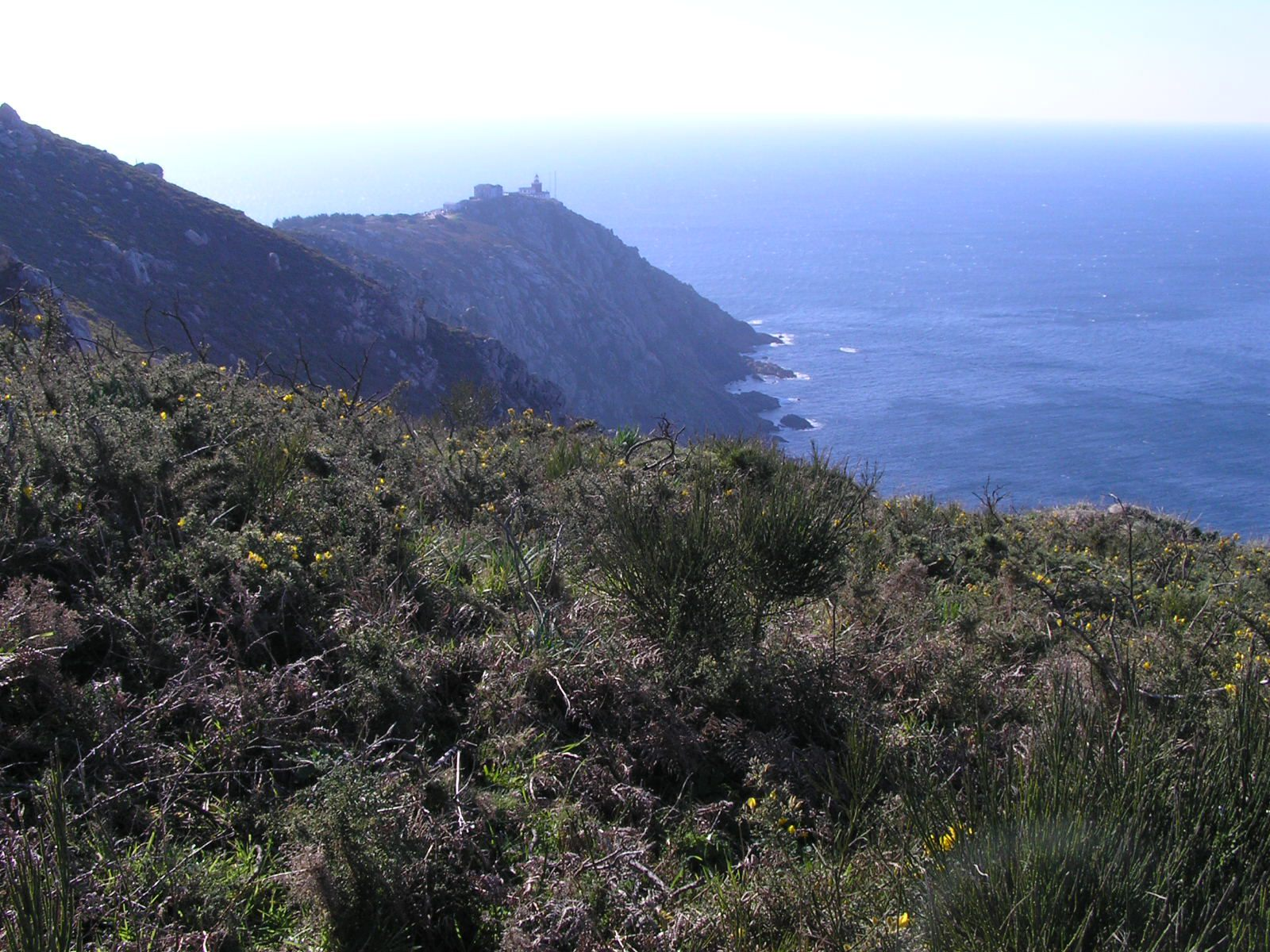
Il famoso Capo Finisterre, considerato dai Romani la fine del mondo, in realtà non è il punto più occidentale di Spagna e Galizia, dato che è superato dal vicino Cabo Touriñán

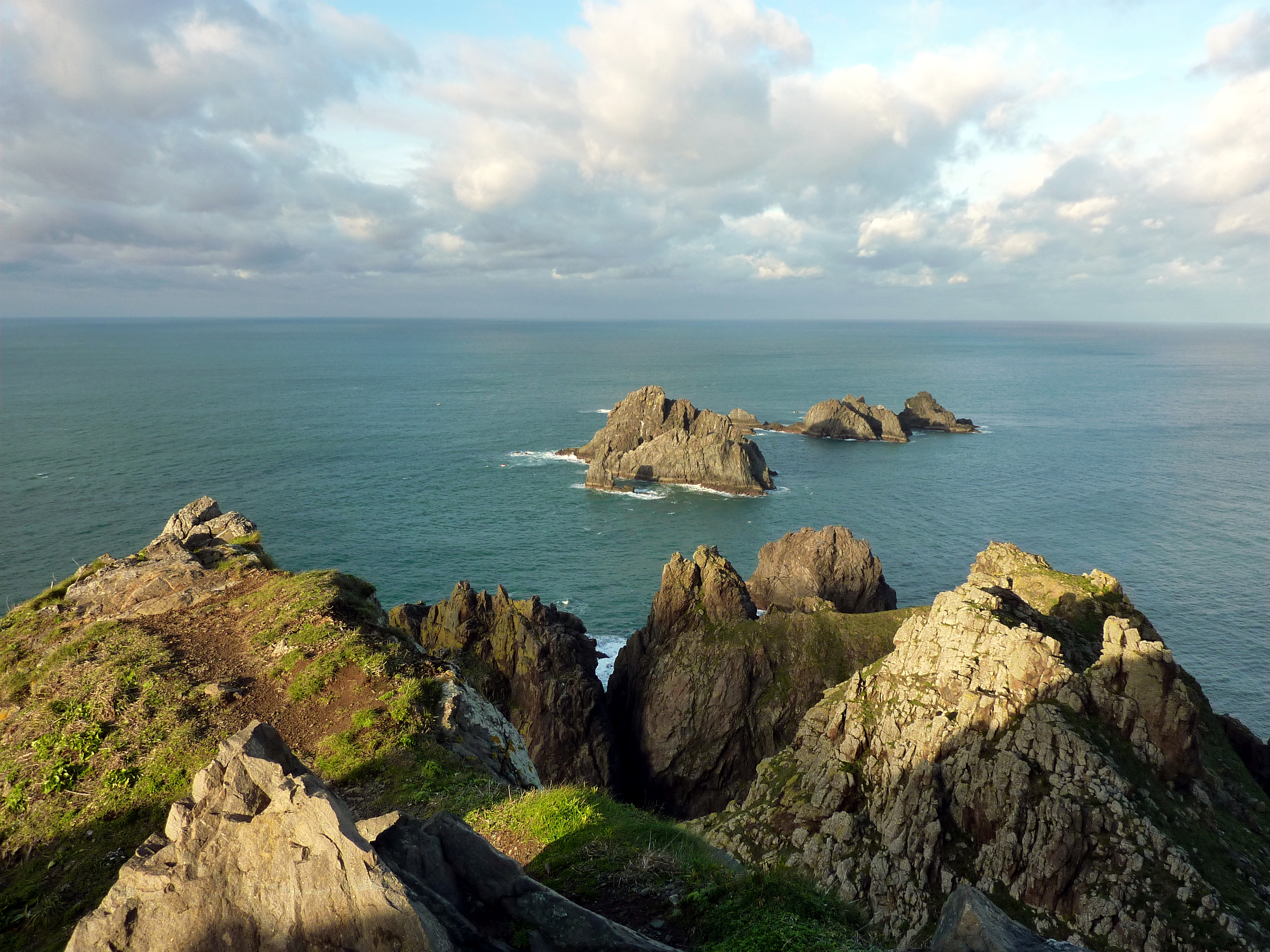
Cabo Ortegal

La costa galiziana è ricca di promontori scoscesi e impervi, molto apprezzati paesaggisticamente e importanti per l'ecosistema. I più famosi sono:
- Estaca de Bares, che marca il punto più a nord della Galizia e separa il Mar Cantabrico dal resto dell'Oceano Atlantico, tra le rías de O Vicedo e Ortigueira.
- Cabo Ortegal, nei pressi della ría de Ortigueira, punto di notevole bellezza con scogliere e faro a picco sul mare e che precede il tratto di costa che comprende le scogliere più alte dell'Europa continentale, Serra da Capelada
- Cabo Prior, a nord di Ferrol
- Punta Santo Adrao, presso Malpica de Bergantiños
- Cabo Vilán, sperduto promontorio che limita la ría di Camariñas.
- Cabo Touriñán, a sud della ría di Camariñas, il reale punto più occidentale di Galizia nonostante tradizionalmente sia considerato tale Capo Finisterre
- Capo Finisterre, considerato dai Romani la fine del mondo conosciuto e il punto più occidentale dell'Europa sud-occidentale
- Cabo Silleiro, che si affaccia a sud sulla ría di Vigo.

#### Isole

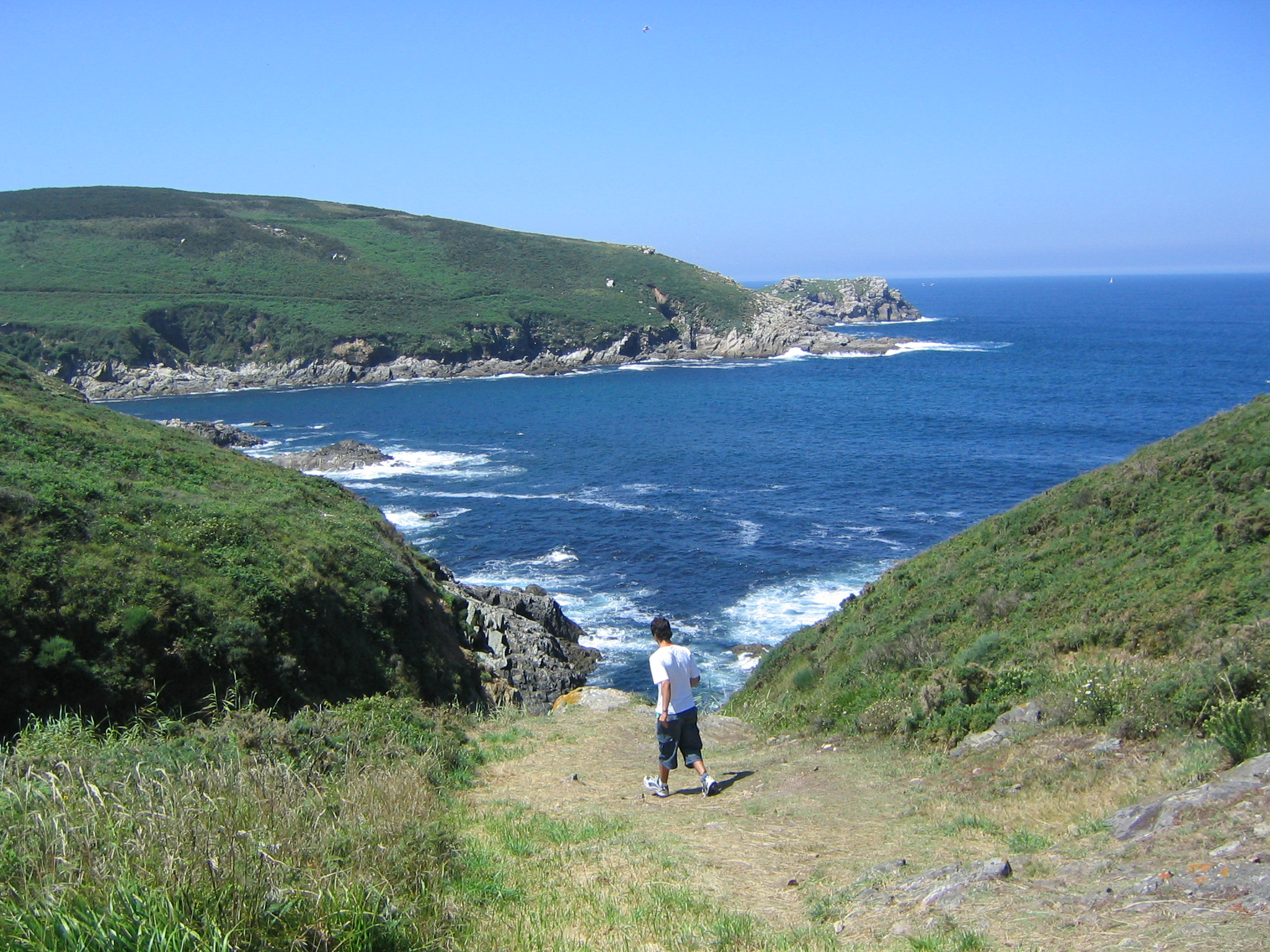
Panoramica sull'Isola di Ons

Le isole della costa galiziana sono tutte decisamente piccole ma molto importanti e numerose. Fra tutte sono degne di nota la Illa de Arousa e le celebri Isole Ons nei pressi di Pontevedra e le Isole Cíes a 15 km da Vigo.
In ordine di dimensioni sono:
- Illa de Arousa
- Illa de Ons
- Illa de Tambo
- Illa Cíes
- Illa de Sálvora
- Illa de San Simón
- Illa de Cortegada
- Illa Sisargas
- Illa da Coelleira
- Illa de San Martiño
- Illa Ansarón
- Os Farallóns
- Illa Pancha

### Entroterra
Demograficamente, l'interno galiziano è poco popoloso e continua a soffrire di una costante emigrazione verso le città costiere della regione o le grandi città spagnole come Madrid, Barcellona, la zona litorale basca e in genere nell'Europa occidentale o America, dove gran parte degli spagnoli vengono chiamati gallegos data l'alta presenza di componenti galiziani. I rimanenti sono suddivisi in piccoli nuclei abitati, poche cittadine di modeste dimensioni e soprattutto case rurali disperse in aldeas, territori sparsi che fanno capo a parrocchie o strutture simili.

#### Orografia

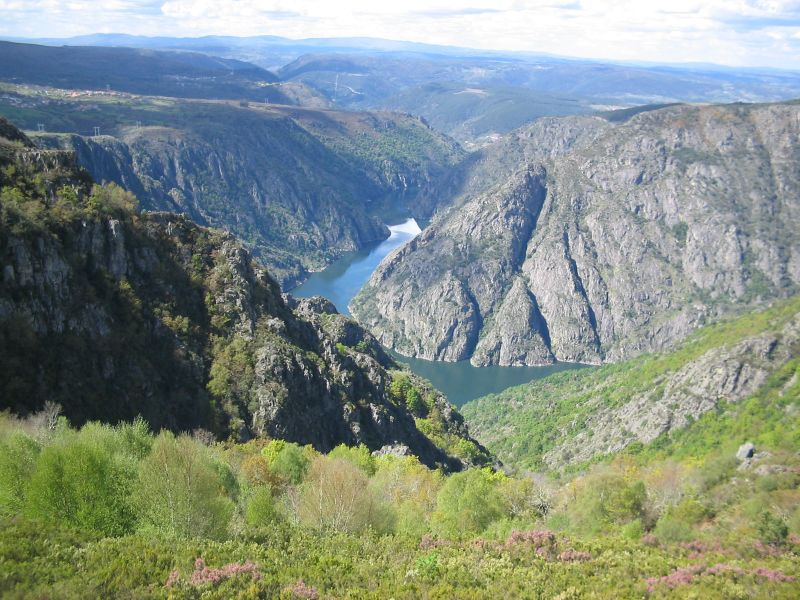
Il Canóns do Sil attraversato dall'omonimo fiume

L'aspetto orografico che presenta la Galizia nel suo entroterra è modestamente montagnoso, con cime basse e solitamente arrotondate, attraversate da molti fiumi e torrenti, solitamente affluenti del Miño nell'interno, o molto corti e di relativo interesse quelli che sfociano nel Mar Cantabrico. Difficilmente i bassi rilievi diventano impervi come nel caso del Canóns do Sil, mentre nelle altre zone rimanenti ci sono ampie vallate.
La Galizia è composta nel nord e nel sud-est da due falle tettoniche diverse, che caratterizzano nettamente l'aspetto dei vari luoghi. Mentre ad esempio nella zona di Porriño si rinvengono enormi strati di granito, roccia molto abbondante in buona parte della Comunità, questo è completamente assente nell'estremo nord-est.

#### Idrografia
La Galizia viene identificata molte volte come la terra dei mille fiumi per la quantità di corsi d'acqua che presenta. In generale, anche per la loro esigua dimensioni se si eccettua il Miño specialmente alla sua foce, non sono navigabili se non da piccole e caratteristiche imbarcazioni adatte allo scopo.
I fiumi che scorrono verso nord sono veramente corti, mentre quelli che sfociano nell'Atlantico sono poco più grandi. I fiumi principali sono pertanto solo il Miño ed il Sil che hanno una lunghezza di varie centinaia di chilometri.
Esistono varie strutture per la produzione di energia elettrica sfruttando l'acqua dei fiumi, che hanno formato il fenomeno dei canóns, come il già citato e famoso Canóns do Sil.

#### Monti

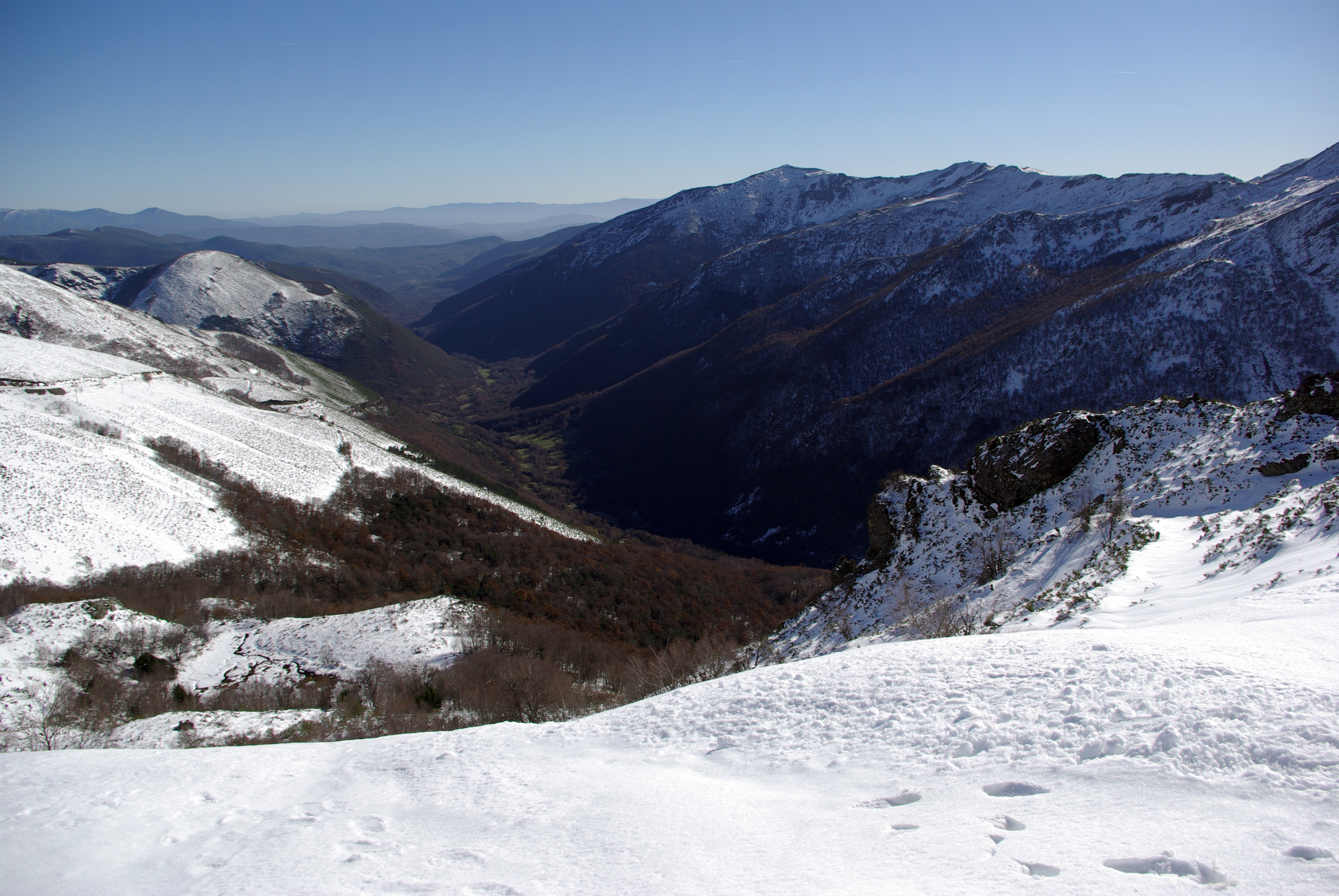
Serra di Ancares

Le montagne più alte sono la Peña Trevinca, (m. 2.127 s.l.m.), posta lungo il confine del territorio amministrativo, e la Cabeza de Manzaneda (m. 1.778 s.l.m.), vicino Ourense. Nel sud-ovest della Galizia la Sierra de Galiñeiro si spinge fino a ridosso del basso corso del Miño con il Monte Aloia.

### Protezione della natura
In Galizia esistono varie aree naturali protette tra le quali il Parco Nazionale delle Isole Atlantiche della Galizia e sei parchi regionali: quelli del Complexo dunar de Corrubedo e lagoas de Carregal e Vixán e di Fragas do Eume (provincia di A Coruña), quelli di O Invernadeiro, delle Serra da Enciña da Lastra e della Baixa Limia-Serra do Xurés (provincia di Ourense e infine quello del Monte Aloia (provincia di Pontevedra).

### Città
Tra le città principali troviamo i quattro capoluoghi provinciali: La Coruña, Pontevedra, Lugo, e Ourense e altre tre città, due appartenenti alla provincia della Coruña: Ferrol e Santiago di Compostela, il capoluogo politico e sede dell'arcivescovado (punto di arrivo del più famoso percorso di pellegrinaggio dell'Europa medioevale) e un'altra città industriale appartenente alla provincia di Pontevedra, Vigo. A partire dal 1833, la Galizia è stata divisa in quattro province: A Coruña, Ourense, Pontevedra, e Lugo.

## Suddivisioni

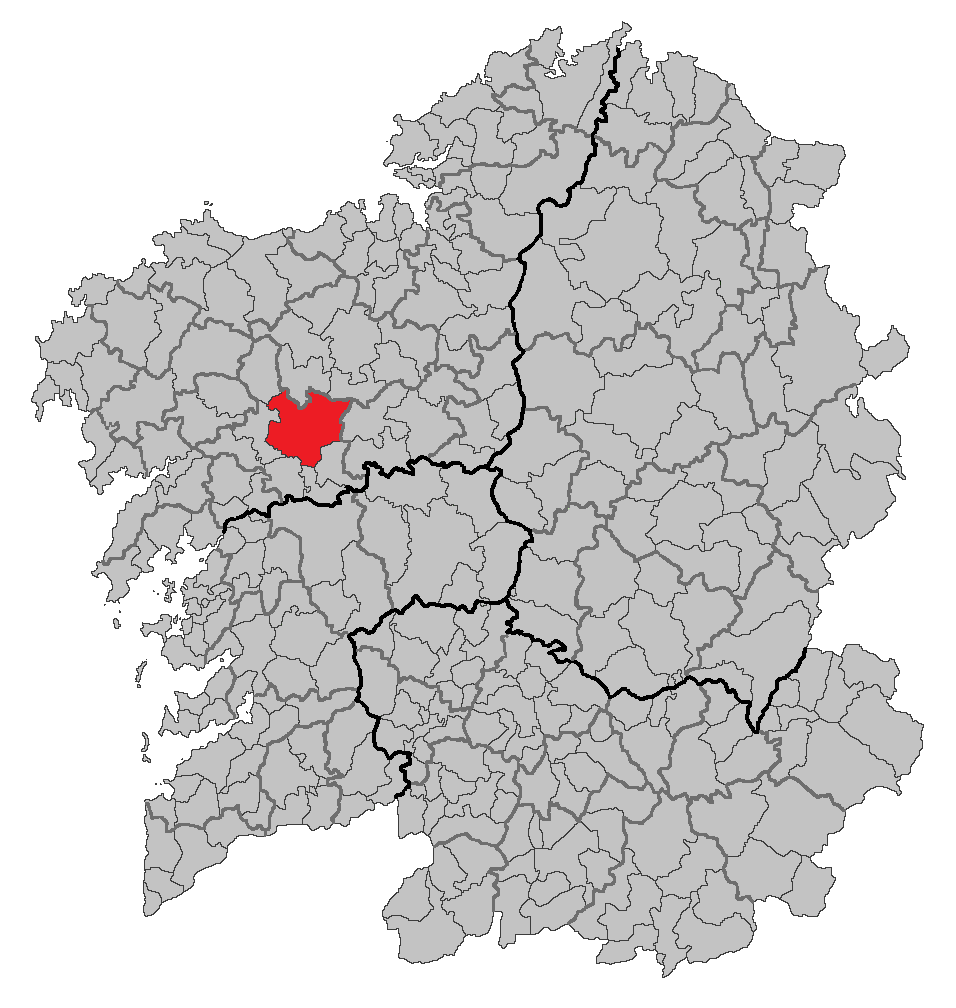
Mappa dei comuni della Galizia, la capitale amministrativa (Santiago di Compostela) in rosso.

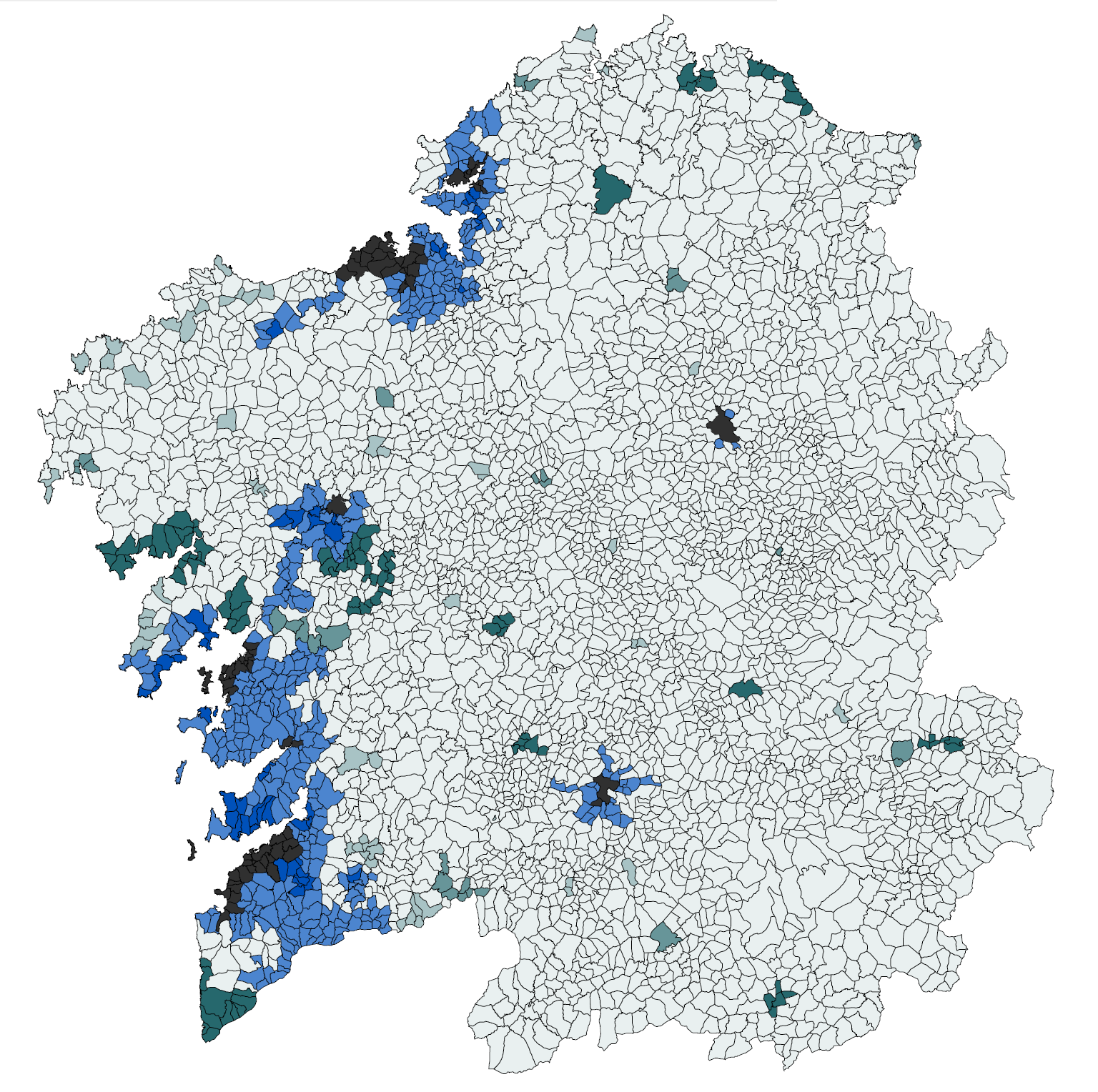
Mappa delle parrocchie della Galizia, i colori più scuri indicano una maggiore densità di popolazione.

La Galizia è divisa innanzitutto in quattro province:
| A Coruña              |                   |                         |                      |
|                       |                   |                         |                      |
| Provincia di A Coruña | Provincia di Lugo | Provincia di Pontevedra | Provincia di Ourense |

I capoluoghi delle quattro province sono le città che danno il nome alle stesse: è interessante notare come il capoluogo dell'intera comunità, Santiago di Compostela, non sia capoluogo di alcuna provincia.
Storicamente le province della Galizia erano 7, includendo Tui, Betanzos e Mondoñedo.
Oltre alle quattro province, la Galizia contiene numerose sotto-suddivisioni: 53 comarche, a loro volta composte da 314 municipi (concellos in Galiziano), a loro volta suddivisi in 3.778 parrocchie. La parrocchia è la tradizionale divisione territoriale dei comuni.
In Galizia ci sono 45 partidos judiciales,14 dei quali appartengono alla provincia de La Coruña, 9 a quella di Lugo, 9 a Orense e 13 all'interno della provincia de Pontevedra.
|                                                  |                                             |                                                   |                                               |
| partidos judiciales della provincia de La Coruña | partidos judiciales della provincia de Lugo | partidos judiciales della provincia de Pontevedra | partidos judiciales della provincia de Orense |

## Governo e politica

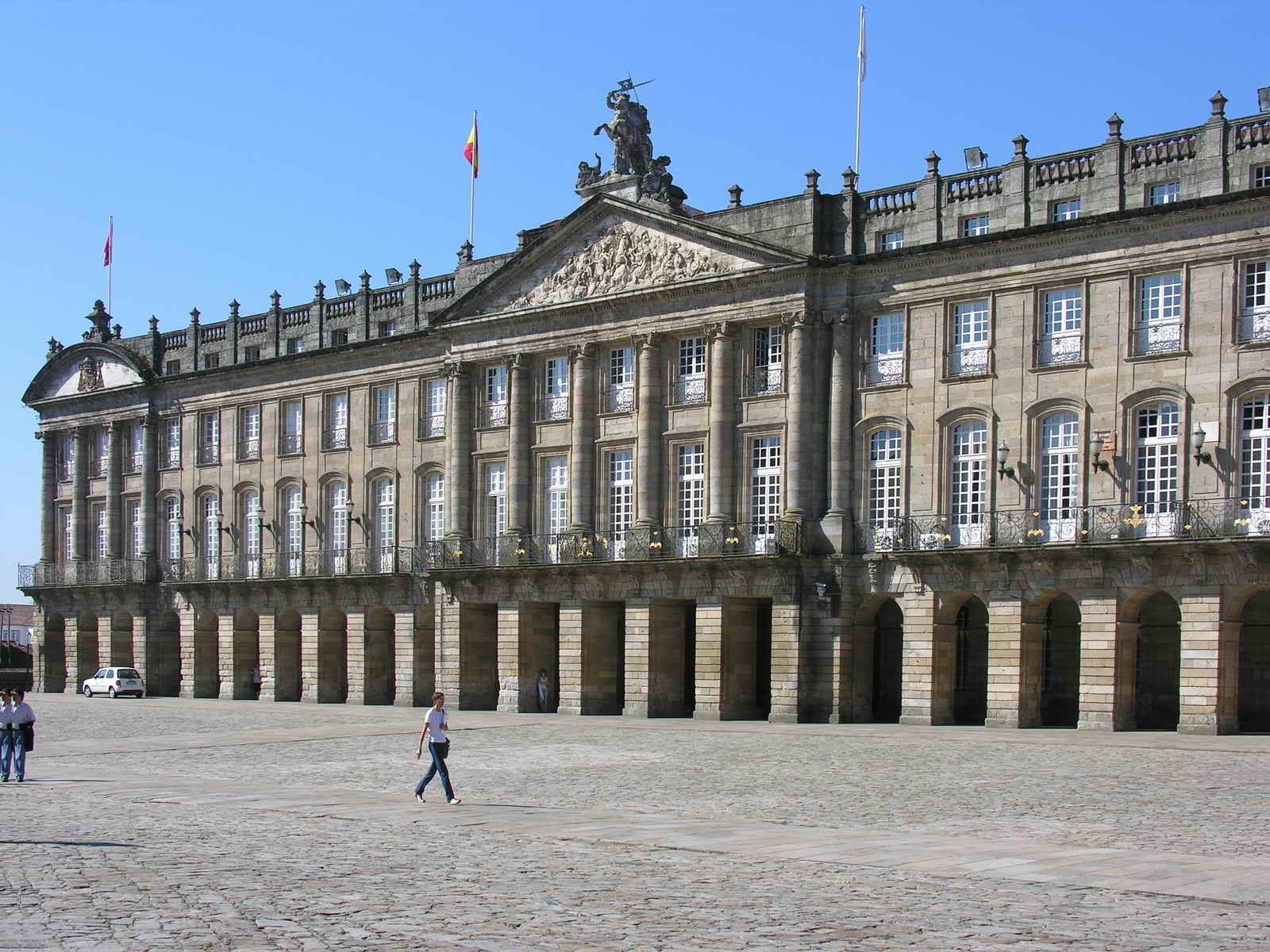
Il Palazzo di Rajoy è la sede ufficiale della Presidenza del governo della Galizia e del comune di Santiago di Compostela.

Il governo, o Giunta (in galiziano Xunta), è l'organo esecutivo della Comunità autonoma, mentre un parlamento autonomo legifera nelle materie trasferite dal governo centrale a quello regionale.
L'attuale Presidente, dal 2022, è Alfonso Rueda, del PPdeG.

### I poteri della comunità
Lo Statuto di autonomia della Galizia del 1981 afferma che i poteri della comunità sono esercitate attraverso il Parlamento, il Consiglio e la Presidenza:
- Il Parlamento della Galizia è il più alto organo rappresentativo della Galizia, e su cui poggia il potere legislativo. Il Parlamento è composto da 75 deputati eletti a suffragio universale per mezzo di rappresentanza proporzionale per un periodo di quattro anni, e che è garantita dalla legge la possibilità di voto ai galiziani residenti all'estero o in altre comunità autonome.
- La Giunta della Galizia (Xunta de Galicia), è l'organo su cui poggia l'esecutivo e il potere amministrativo del governo. Esso è composto dal presidente, vice presidente e dieci membri. La comunità esercita le sue funzioni amministrative per mezzo della giunta e le sue agenzie e organismi affiliati. La giunta coordina anche le attività dei Consigli provinciali.
- Il Presidente della Giunta della Galizia dirige e coordina le azioni della Giunta e tiene la rappresentanza della comunità autonoma e l'ordinario della Spagna in Galizia. È membro del Parlamento regionale e viene eletto dai deputati e nominato dal Re di Spagna.

## Economia

Alcune barche e porti galiziani, fonte di reddito per gran parte della regione

La Galizia è una terra di contrasti economici con un PIL pro capite di 22.497 €. Mentre la costa occidentale, con i suoi grossi centri urbani, e le industrie della pesca e della manifattura, è prosperosa e incrementa la sua popolazione; l'hinterland rurale - le province di Ourense e Lugo - soffre per i difetti di una popolazione che invecchia e non è specializzata, il terreno povero e piccoli e inviolabili appezzamenti terrieri chiamati minifundios.
Il tessile, la pesca, l'allevamento, la silvicoltura, la grande distribuzione e la fabbricazione di automobili sono i settori più dinamici dell'economia galiziana.
La città di La Coruña e la sua area metropolitana generano il 70% della ricchezza della Galizia, essendo il principale agente economico della regione. Inditex in La Coruña (Inditex, Industrias de Diseño Textil, S.A., o Textil Design Industries, Inc.) è il più grande gruppo di aziende della Galizia e il principale gruppo di abbigliamento tessile del mondo, appena davanti all'americano GAP. Il gruppo comprende più di cento aziende e più di 4 200 negozi in 73 paesi. La sua sede si trova ad Arteixo. È lì che si fabbrica la maggior parte delle confezioni delle marche appartenenti a Inditex (Zara, Pull and Bear, Bershka e altri).
Accanto alle fonti di reddito principali, ovvero l'industria ittica e portuale e l'agricoltura arretrata dell'entroterra, da alcuni anni si sta affermando il turismo, già abbastanza presente nella regione grazie a Santiago di Compostela. La Galizia, per la sua eterogeneità, è visitata annualmente da un discreto numero di visitatori, non necessariamente turisti: pellegrini verso Santiago o Capo Finisterre attraverso il suo famoso cammino, religiosi che si dirigono anche a Muxía, studenti Erasmus e visitatori interessati alla bellezza naturale della costa ma anche alle città storiche come Pontevedra e Lugo.

### Allevamento di bovini
L’allevamento di vacche e manzi in Galizia risale all’epoca preistorica. A partire dal XII secolo, si è andato sviluppando un modello di produzione che ha integrato progressivamente i bovini nella gestione delle aziende agricole a conduzione familiare. Tale modello ha acquisito rilevanza a partire dal XVIII secolo, quando le vacche e i manzi lavoravano nei campi e nell’ultima fase della loro vita venivano ingrassati per la produzione di carne. Tra il XVI e il XX secolo, un terzo dei bovini spagnoli era allevato in Galizia.

A metà del XX secolo, le difficoltà del dopoguerra hanno condotto le famiglie a mantenere le pratiche tradizionali di produzione come mezzo di sussistenza, portando così a preservare l’elemento essenziale della qualità del prodotto, ovvero un metodo particolare di ingrasso attraverso l’utilizzo di risorse locali. L’allevamento continua a essere basato su piccole aziende agricole a conduzione familiare che mantengono la simbiosi tra bestiame, terreno e uomo e che portano avanti le attente pratiche di gestione e alimentazione tramandate di generazione in generazione.

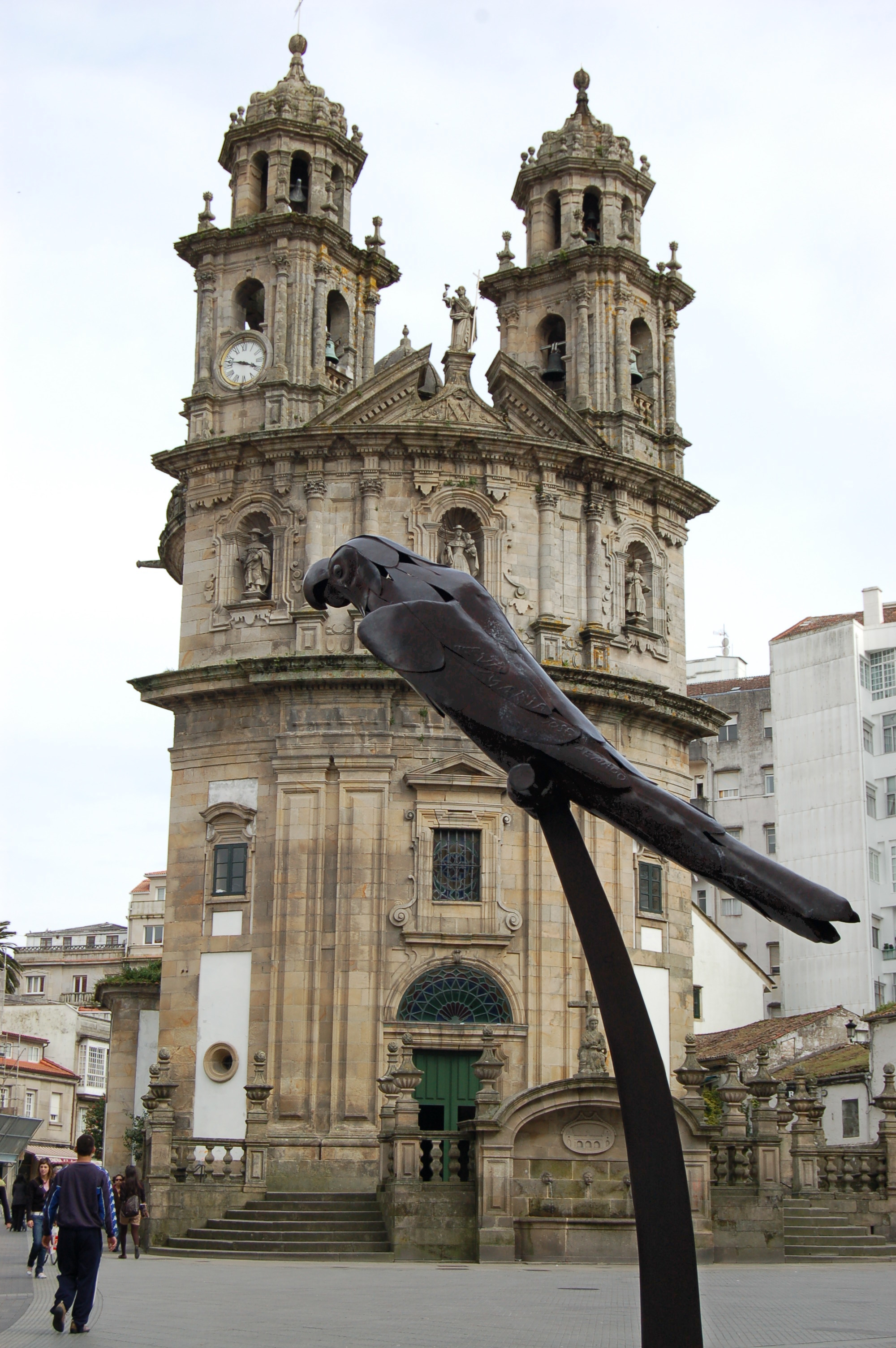
Pontevedra, chiesa arrotondata della Madonna Pellegrina

### Migrazione
Gli abitanti della Galizia vengono chiamati galegos (in Spagnolo "gallegos"). L'emigrazione galiziana verso il Sud America fu così grande, particolarmente verso Brasile e Argentina, che ancor oggi in Brasile, chiunque sia biondo e con la carnagione chiara viene chiamato "galego". Nelle nazioni dell'America Latina di lingua spagnola, gli spagnoli vengono talvolta chiamati gallegos, e sono soggetto di numerose barzellette. Nella Madrid del XIX secolo, gallegos divenne un sinonimo per lavoratori non specializzati, ma forti e onesti; il termine veniva però usato anche in senso spregiativo.

## Storia

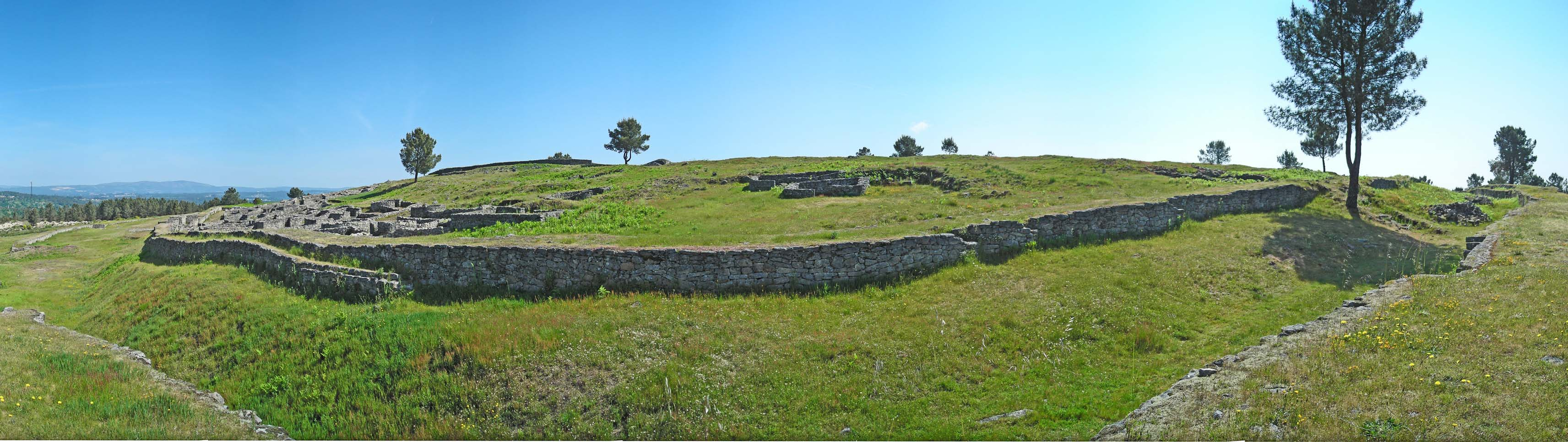
Muri di recinzione pre-romani

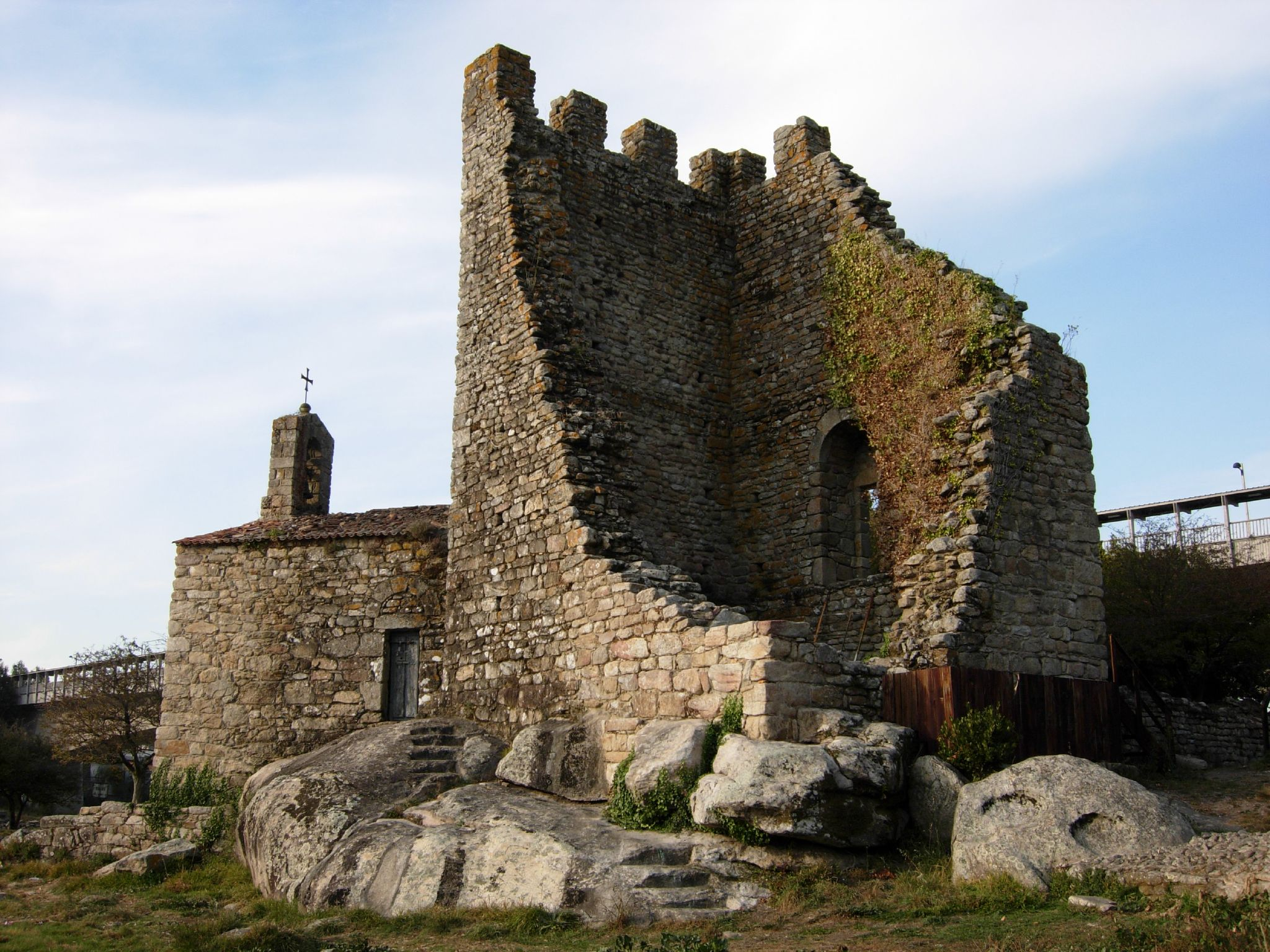
La Torre do Oeste costruita dai Romani e divenuta poi baluardo difensivo della Galizia

L'eredità celtica della Galiza viene celebrata spesso, e si sostiene talvolta che l'ultima persona che parlava il Celtico Galiziano morì nel XV secolo. Infatti, il nome Galizia (Galiza) deriva dal nome di un'antica tribù celtica che risiedeva in quest'area, i Gallaeci.
Come per molte altre regioni montagnose d'Europa, che non sono facilmente accessibili, la Galizia godette di diversi periodi di indipendenza culturale. La regione venne invasa per la prima volta dalle legioni romane di Decimo Giunio Bruto Callaico, nel 137-136 a.C. (Livio lv., lvi., Epitomi); ma un'effettiva romanizzazione iniziò solo in epoca augustea, finché fu costituita in provincia. Con le invasioni del V secolo d.C., la Galizia cadde sotto gli Suevi, nel 411, che la tennero fino a quando venne annessa ai domini Visigoti di Leovigildo nel 585. I Mori occuparono brevemente la Galizia, fino a quando ne furono espulsi 739 da Alfonso I delle Asturie. Durante il IX e X secolo i Conti di Galizia si mantennero in uno stato di semi-indipendenza dai propri sovrani e i Normanni razziarano occasionalmente le coste della regione.

Mappa che mostra l'evoluzione storica della regione galiziana

Nel 910, alla morte di Alfonso III, re delle Asturie, i suoi domini vennero divisi tra i tre figli e la Galizia divenne un regno indipendente con Ordoño II, che nel 914 la riunì al León. Nel quadro delle lotte di successione alla corona del Leòn, il regno di Galizia fu ancora governato separatamente tra il 926 e il 929 (Sancho Ordóñez), tra il 982 e il 984 (Bermudo II), tra il 1065 e il 1073 (García I) e tra il 1111 e il 1126 (Alfonso VII). Il regno venne definitivamente soppresso nel 1833.
Il titolo onorario di conte di Galizia è stato frequentemente portato dal figlio più giovane dei sovrani spagnoli.
Il 19 novembre del 2002 la nave petroliera Prestige affondò davanti alle coste della Galizia provocando un disastro ambientale. L'affondamento fu dovuto all'esplosione di un serbatoio avvenuta sei giorni prima, il 13 novembre, a seguito della quale vennero riversate in mare oltre 77.000 tonnellate di greggio.

## Cultura

### Il galiziano

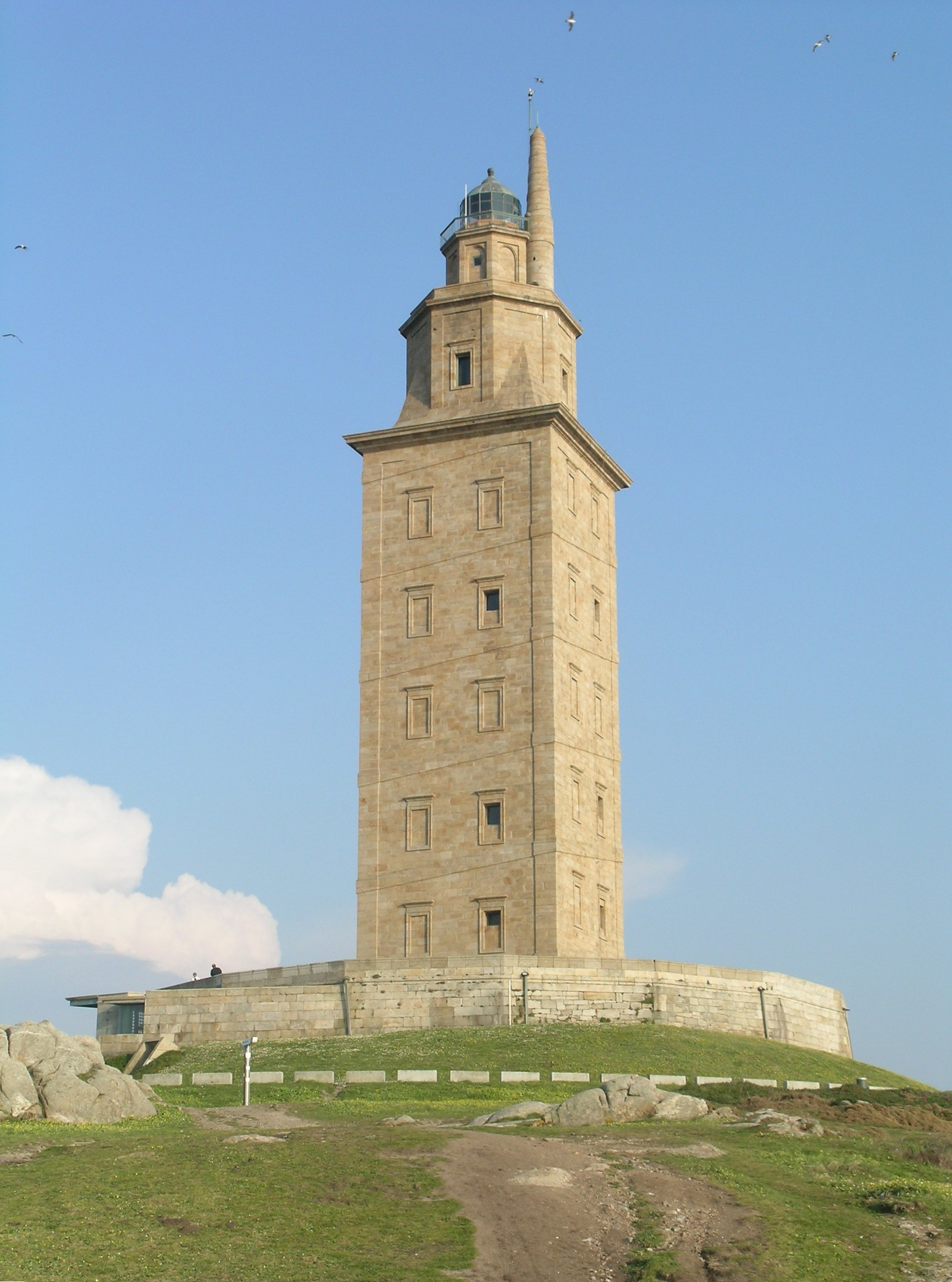
Torre di Hércules a La Coruña

Storicamente, la Galizia è erede della Gallaecia romana, che comprendeva parti di quelle che oggi sono la Spagna occidentale e il Portogallo settentrionale. Le lingue ufficiali della Comunità Autonoma sono il galiziano, o galego (in spagnolo gallego) e lo spagnolo. Lo spagnolo è spesso parlato come prima lingua dai giovani urbani, mentre il galiziano è spesso la prima lingua tra la popolazione rurale più anziana. Entrambi gli idiomi hanno uno status ufficiale e vengono insegnati nelle scuole. Mentre non tutta la popolazione parla galiziano (ad A Coruña solo il 72%), molti la comprendono (a Ourense il 95%). Secondo il censimento dell'IGE del 1991, meno del 40% dei galiziani è in grado di scrivere nella propria lingua regionale. L'influenza dello spagnolo ha comunque lasciato tracce nell'attuale idioma galiziano, specialmente nel lessico.

### Musica

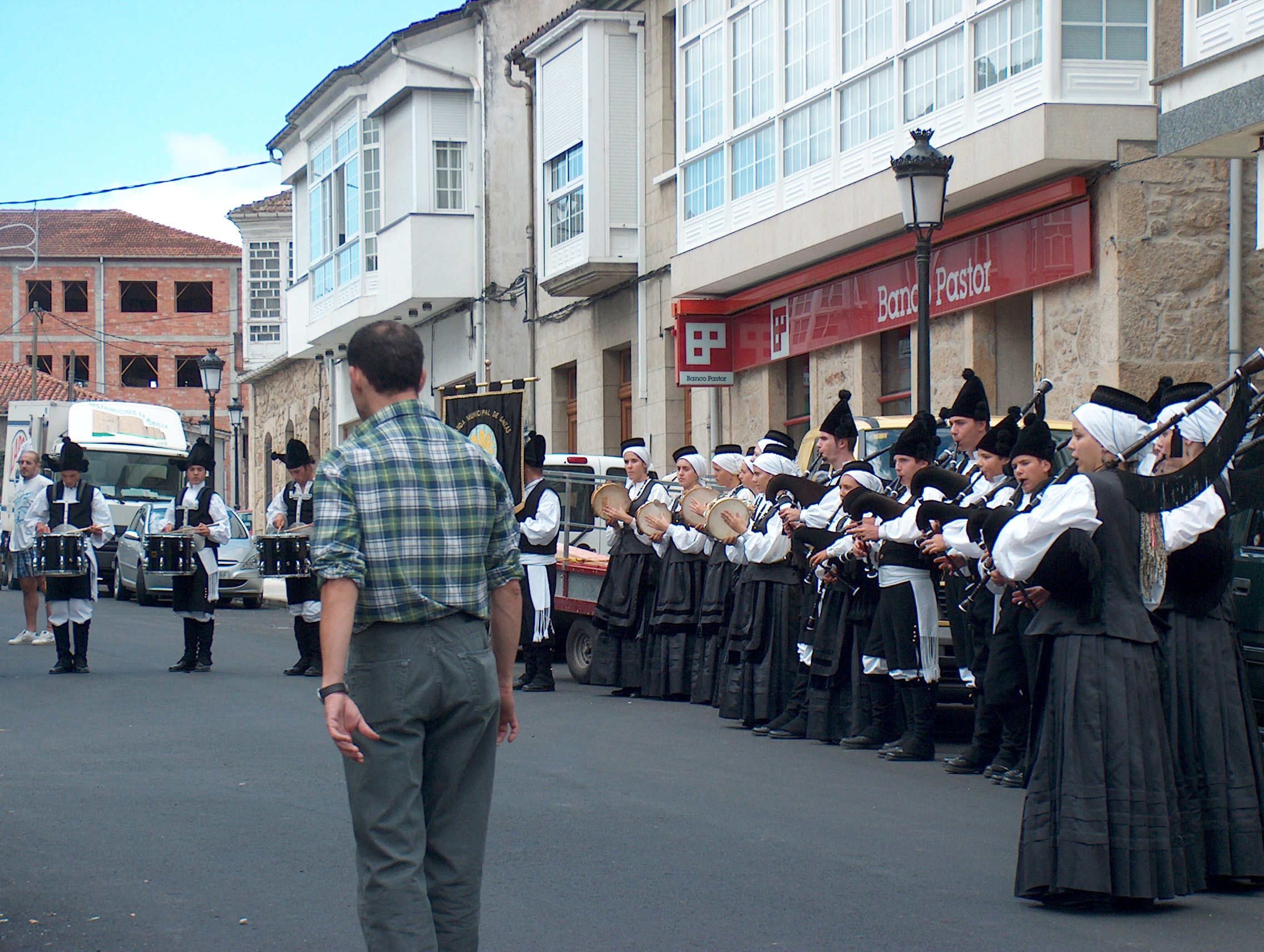
Suonatori popolari in costumi tradizionali: si intravedono le gaite e le percussioni tradizionali

Il patrimonio musicale galiziano è molto ricco e forte, potendo godere la regione di tradizioni ben radicate e dalle svariate radici storiche, ma anche dalle influenze culturali spagnole e del vicino Portogallo.
Gli strumenti tipici galiziani come la gaita sono ancora molto suonati ed apprezzati. Gli interpreti del genere musicale variano in ogni settore, anche se c'è una forte tradizione folk e popolare. Gruppi musicali come i Luar na Lubre stanno ottenendo un discreto successo in Spagna ma anche nel resto d'Europa, ma la musica popolare è in genere molto viva, sia che si riallacci a contesti celtici che a vecchie ballate e sonate più iberiche. Tra gli artisti, oltre i già citati Luar na Lubre, degno di menzione è senz'altro Carlos Núñez.
Anche il rock ha una buona tradizione ed è apprezzato in Spagna, presentando gruppi come i Los Suaves di Ourense (hard rock/heavy metal), attivi dai primi anni 1980; i Deluxe (pop/rock), band de La Coruña; Los Limones del Caribe, (indie rock/indie pop/post-rock), gruppo di Ferrol; i Siniestro Total, una delle band punk più conosciute e antiche di Spagna; Los Piratas (pop/rock band) da Vigo, guidati da Iván Ferreiro che poi ha intrapreso una carriera da solista discreta nel 2003; infine gli Os Resentidos, una delle più conosciute band galiziane degli anni 80.
Numerose sono le manifestazioni musicali, come il Festival celtico di Ortigueira.